# Enantia limnorina
Enantia limnorina is een vlindersoort uit de familie van de Pieridae (witjes), onderfamilie Dismorphiinae.
Enantia limnorina werd in 1865 beschreven door C. & R. Felder.